# After The Fact
After The Fact es el primer disco compilatorio de la banda post-punk Magazine, lanzado en 1982, un año después de su separación

## Canciones

### UK release (Virgin)
También lanzado en Portugal, el mismo año.

#### Cara A
1. "Shot By Both Sides" - 3:54
2. "Rhythm of Cruelty" - 3:03
3. "You Never Knew Me" - 5:23
4. "This Poison" - 4:20
5. "Back to Nature" - 6:40

#### Cara B
1. "A Song from Under the Floorboards" - 4:07
2. "The Light Pours Out of Me" - 4:36
3. "Motorcade" - 5:41
4. "About the Weather" - 4:03
5. "Feed the Enemy" - 5:45

### US release (I.R.S.)
También lanazado en CD, el mismo año.

#### Cara A
1. "Shot By Both Sides" (Devoto/Shelley) - 3:54
2. "Touch And Go" (Devoto/McGeoch) - 2:50
3. "TV Baby" (Devoto/Formula) - 3:45
4. "Rhythm Of Cruelty" (Devoto/Adamson/McGeoch) - 3:03
5. "I Love You You Big Dummy" (Van Vliet) - 3:54
6. "Give Me Everything" (Devoto) - 4:22

#### Cara B
1. "Upside Down" (Devoto/Adamson/Doyle/Formula/McGeoch) - 3:48
2. "My Mind It Ain't So Open" (Devoto/McGeoch) - 2:16
3. "The Light Pours Out Of Me" (Devoto/McGeoch/Shelley) - 3:28
4. "A Song From Under The Floorboards" (Devoto/Adamson/Doyle/Formula/McGeoch) - 3:58
5. "About The Weather" (Devoto/Formula) - 3:24
6. "Goldfinger" (Barry/Bricusse/Newley) - 3:20
7. "The Book" (Devoto/Adamson/Doyle/Formula/McGeoch) - 2:25

## Personal
- Howard Devoto
- Barry Adamson
- John Doyle
- Dave Formula
- Martin Jackson
- Ben Mandelson
- John McGeoch